# Ramphocelus bresilius
Ramphocelus bresilius là một loài chim trong họ Thraupidae.